# Vercors (pisarz)
Vercors, właśc. Jean Marcel Bruller (ur. 26 lutego 1902 w Paryżu, zm. 10 czerwca 1991 tamże) – francuski pisarz i ilustrator. Wraz z Pierre’em de Lescure i Yvonne Paraf założył konspiracyjne wówczas wydawnictwo Les Éditions de Minuit (1941). Podczas okupacji północnej Francji w II wojnie światowej zbliżył się do lewicy i dołączył do ruchu oporu (Résistance). Rozgłos zdobyły mu utwory z okresu okupacji publikowane pod pseudonimem „Vercors”.
Interesowały go przede wszystkim problemy moralne związane z wydarzeniami w okupowanej Francji. Kilka z jego książek zawiera motywy fantasy i fantastyki naukowej. W napisanej w 1952 powieści Zwierzęta niezwierzęta (Les Animaux dénaturés) porusza kwestię istoty i granic człowieczeństwa. Colères mówi o poszukiwaniu nieśmiertelności. Sylva (1960) opowiada o lisie, który zamienia się w kobietę; inspiracją była powieść Davida Garnetta Lady into Fox (1922). Angielskie tłumaczenie tej książki zostało nominowane do Nagrody Hugo za najlepszą powieść w 1963 roku.

## Powieści
- Patapoufs et Filifers (tylko ilustracja; 1930)
- Milczenie morza (Le Silence de la mer, 1942; wyd. pol. 1956)
- Ce jour-là (1943)
- L'Impuissance (1944)
- Le Cheval et la Mort (1944)
- Le Songe (1943)
- Les Armes de la nuit (1946)
- Oczy i światło (Les Yeux et la lumière,1948; wyd. pol. 1956)
- La Puissance du jour (1951)
- Zwierzęta niezwierzęta (Les Animaux dénaturés, 1952; wyd. pol. 1956)
- Colères (1956)
- Sur ce rivage, I – III (1958-60; wyd. pol. Droga okrężna i inne opowiadania, 1961)
- Clémentine (1959)
- Sylva (1961)
- Quota ou les Pléthoriens (1966)
- Tratwa Meduzy (Le Radeau de la Méduse, 1969; wyd. pol. 1972)
- Sillages (1972; wyd. pol. Jak ślady na wodzie, 1977)
- Sept sentiers du désert (1972)
- Les Chevaux du temps (1977)
- Le Piège à loup (1979)
- Moi, Aristide Briand (1981)
- Anne Boleyn (1985)

## Eseje
- La Marche à l'étoile (1943)
- Souffrance de mon pays (1945)
- Portrait d'une amitié (1946)
- Plus ou moins homme (1948)
- Les Pas dans le sable (1954)
- Les Divagations d'un Français en Chine (1956)
- P. P. C. Pour prendre congé (1957)
- La Bataille du silence (1967; wyd. pol. Bitwa milczenia, 1974)
- Questions sur la vie (1973)
- Tendre naufrage (1974)
- Ce que je crois (1975)
- Théâtre (1978)